# Hundertwassertoilette

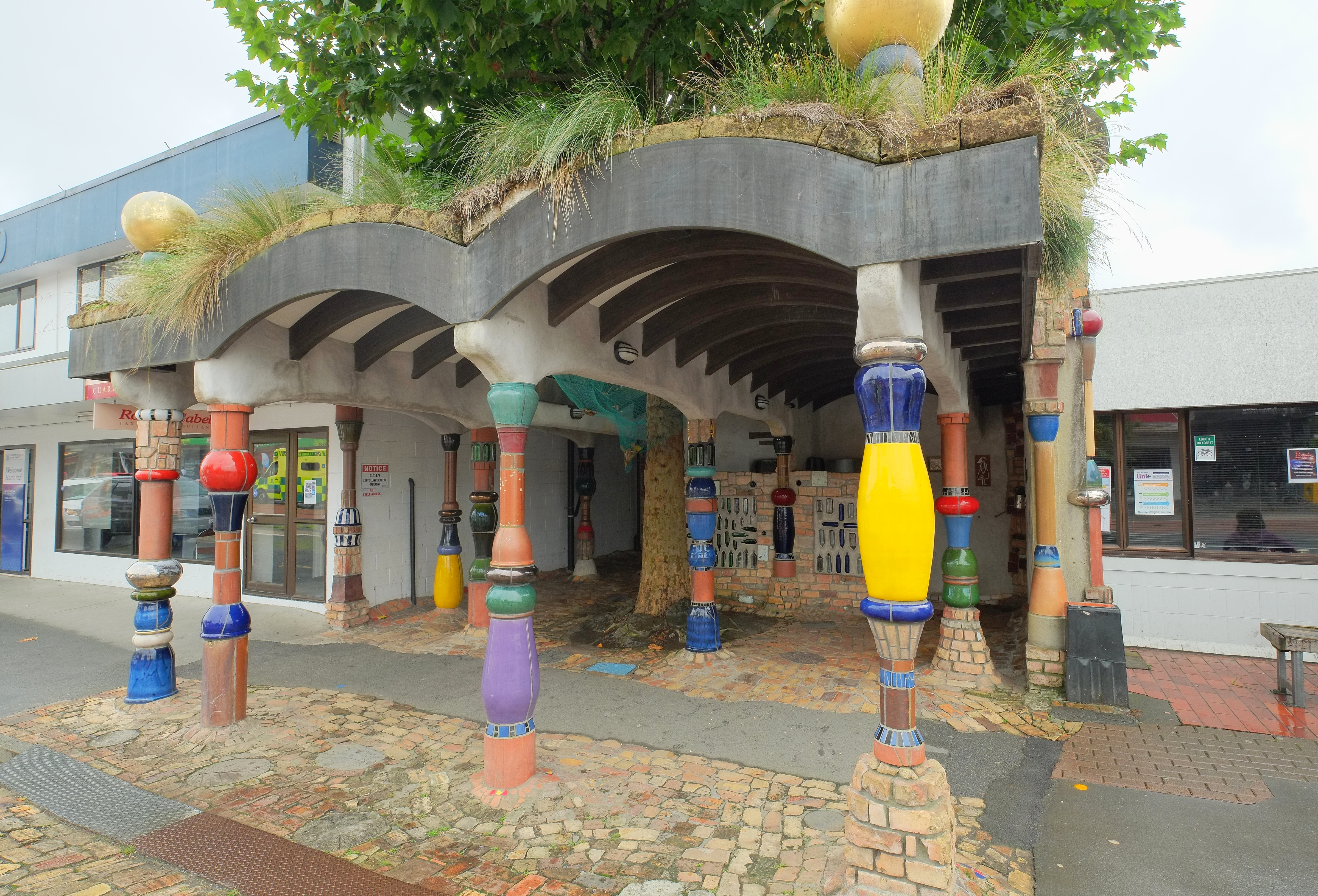
Eingangsbereich der Hundertwassertoilette

Die Hundertwassertoilette ist eine öffentliche Toilette in der Gilles Street 60, der Hauptstraße der Ortschaft Kawakawa auf der neuseeländischen Nordinsel.
Die Toilette wurde von Friedensreich Hundertwasser, der von 1973 bis zu seinem Tod 2000 in Kawakawa lebte, in dem für ihn typischen Stil mit geschwungenen Linien, unregelmäßigen Keramikfliesen, integrierten Kleinskulpturen, farbigen Gläsern und einem in die Architektur einbezogenen Baum gestaltet. Die Toilette wurde 1999 eröffnet. Funktional unterscheidet sie sich nicht von anderen Bedürfnisanstalten. 
Die Toilette ist die Hauptattraktion von Kawakawa und die meistfotografierte Toilette Neuseelands. Die Zahl der fotografierenden Besucher übersteigt diejenige derer, die die Anlage als Toilette nutzen, bei weitem.

Bilder
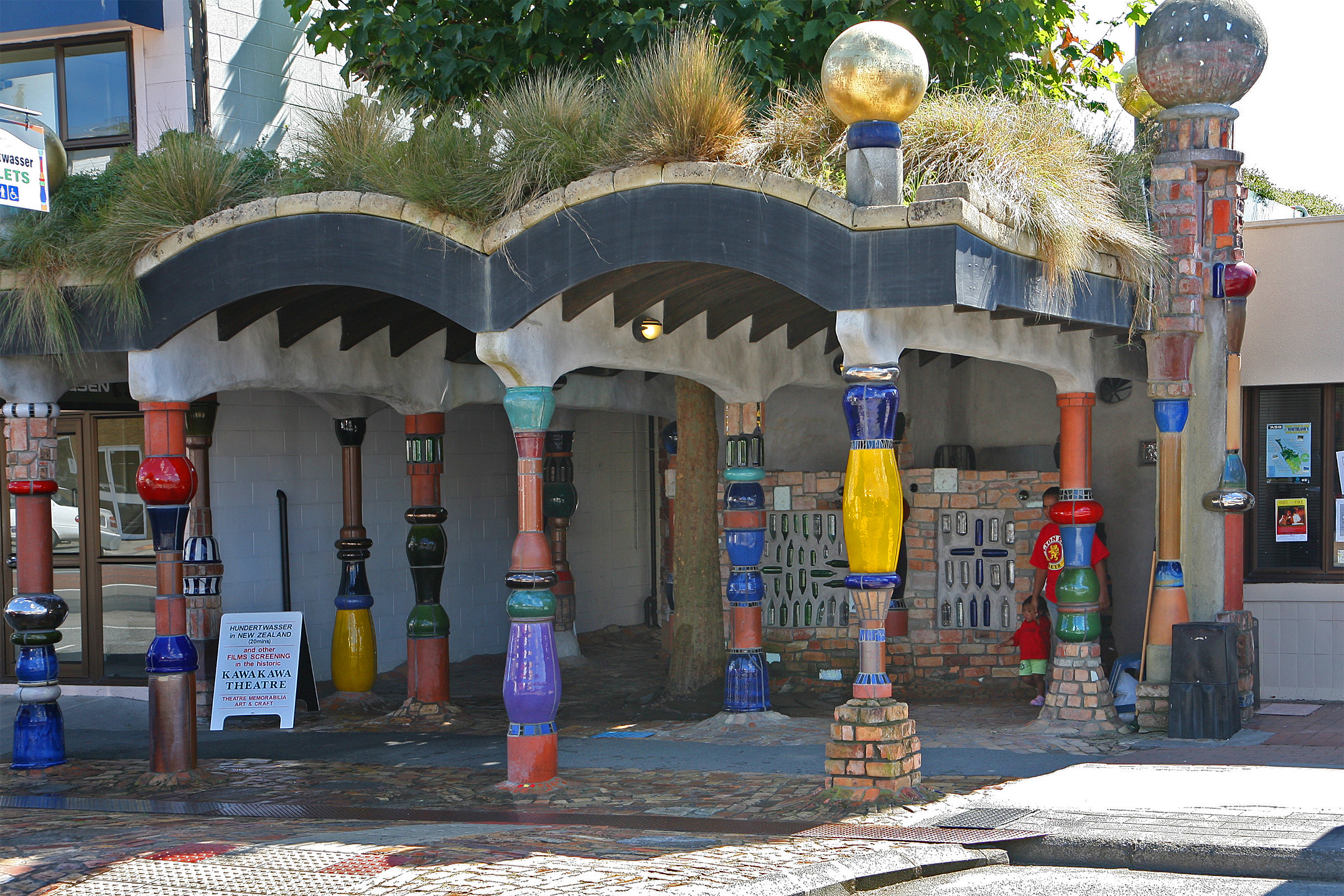
Die „Hundertwasser toilets“ – das letzte Bauwerk Friedensreich Hundertwassers
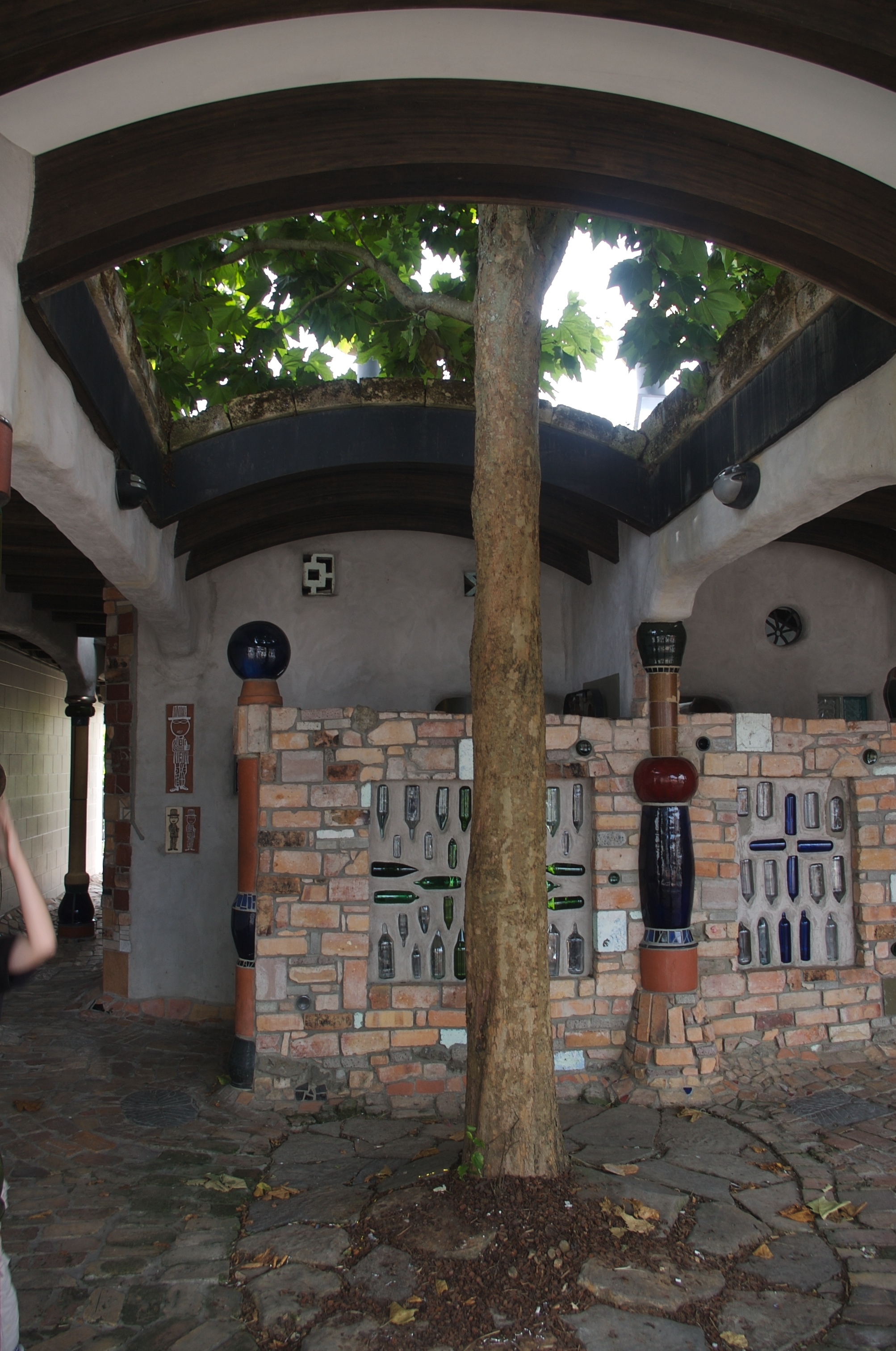
Der Eingangsbereich – mit dem integrierten Baum
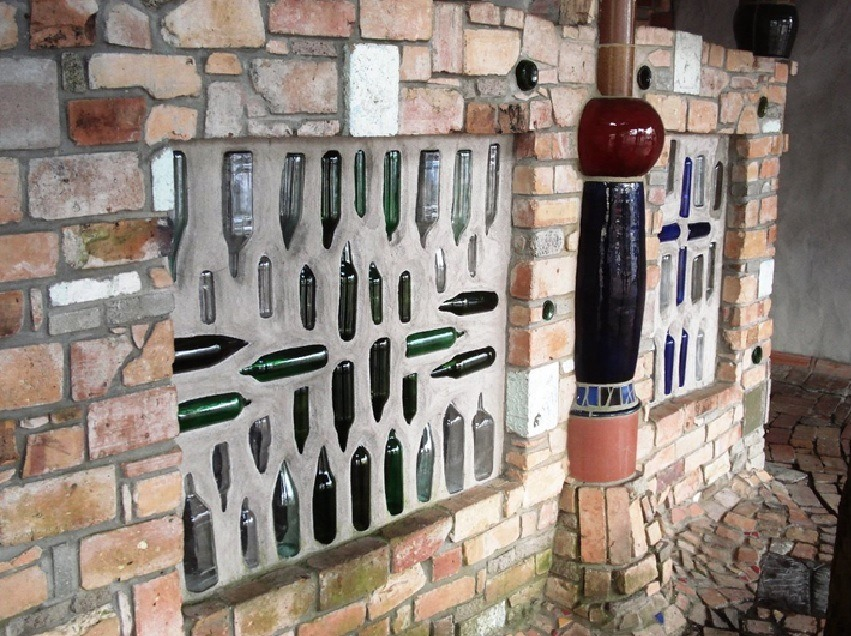
Detail der Vorderwand im Eingangsbereich (Flaschen als Fenster)
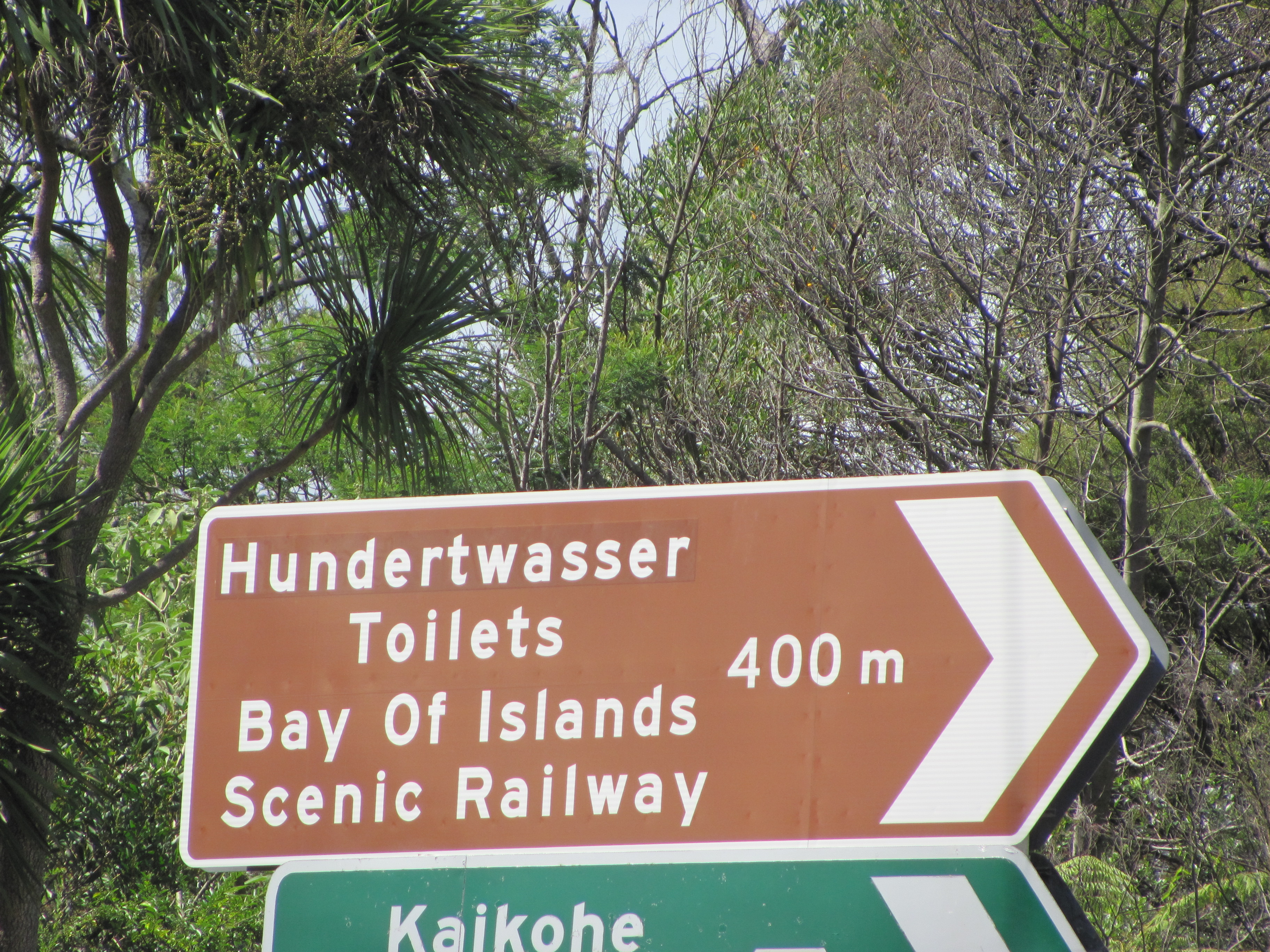
Hinweisschild auf die „Hundertwasser toilets“
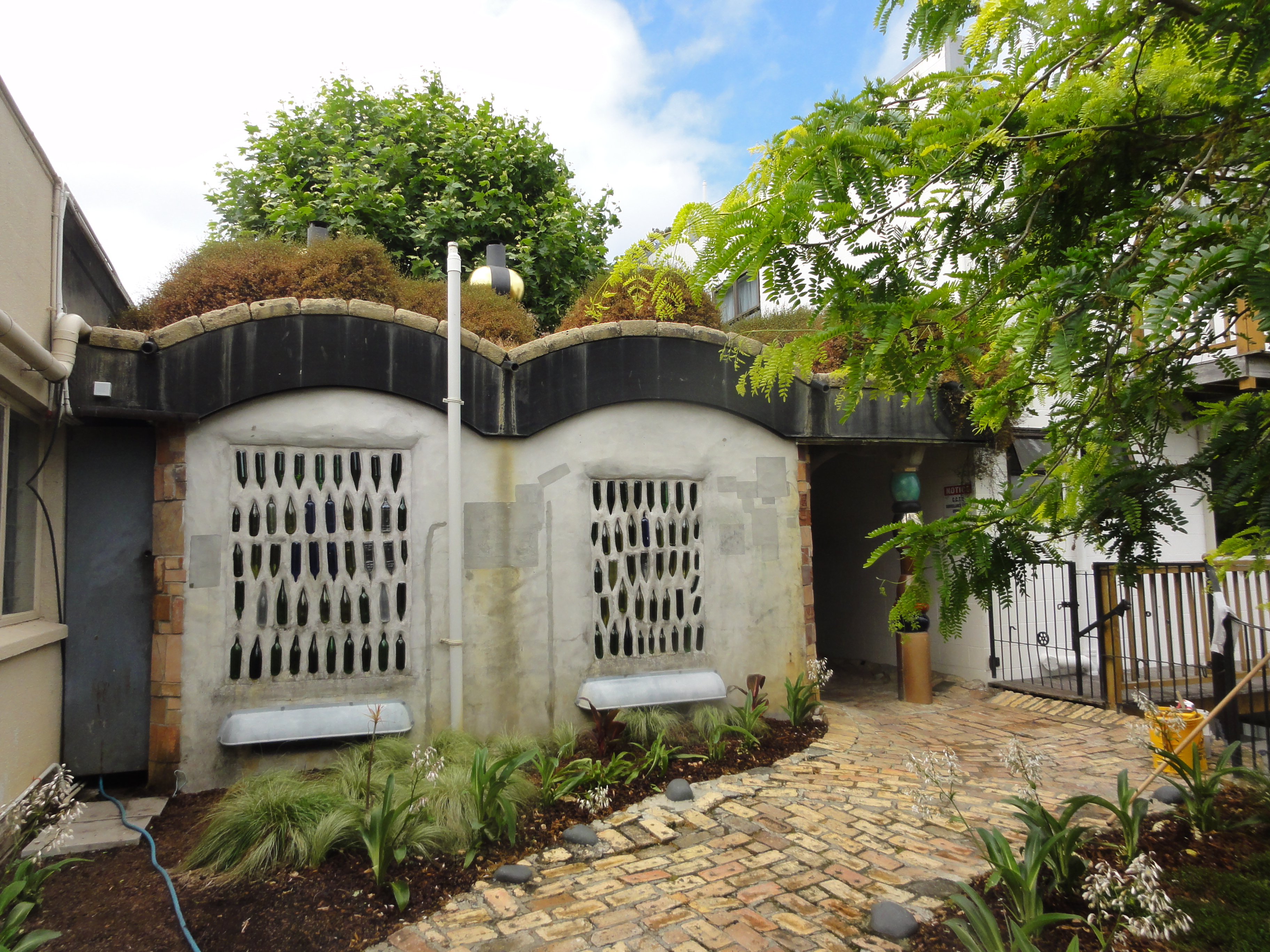
Rückseite
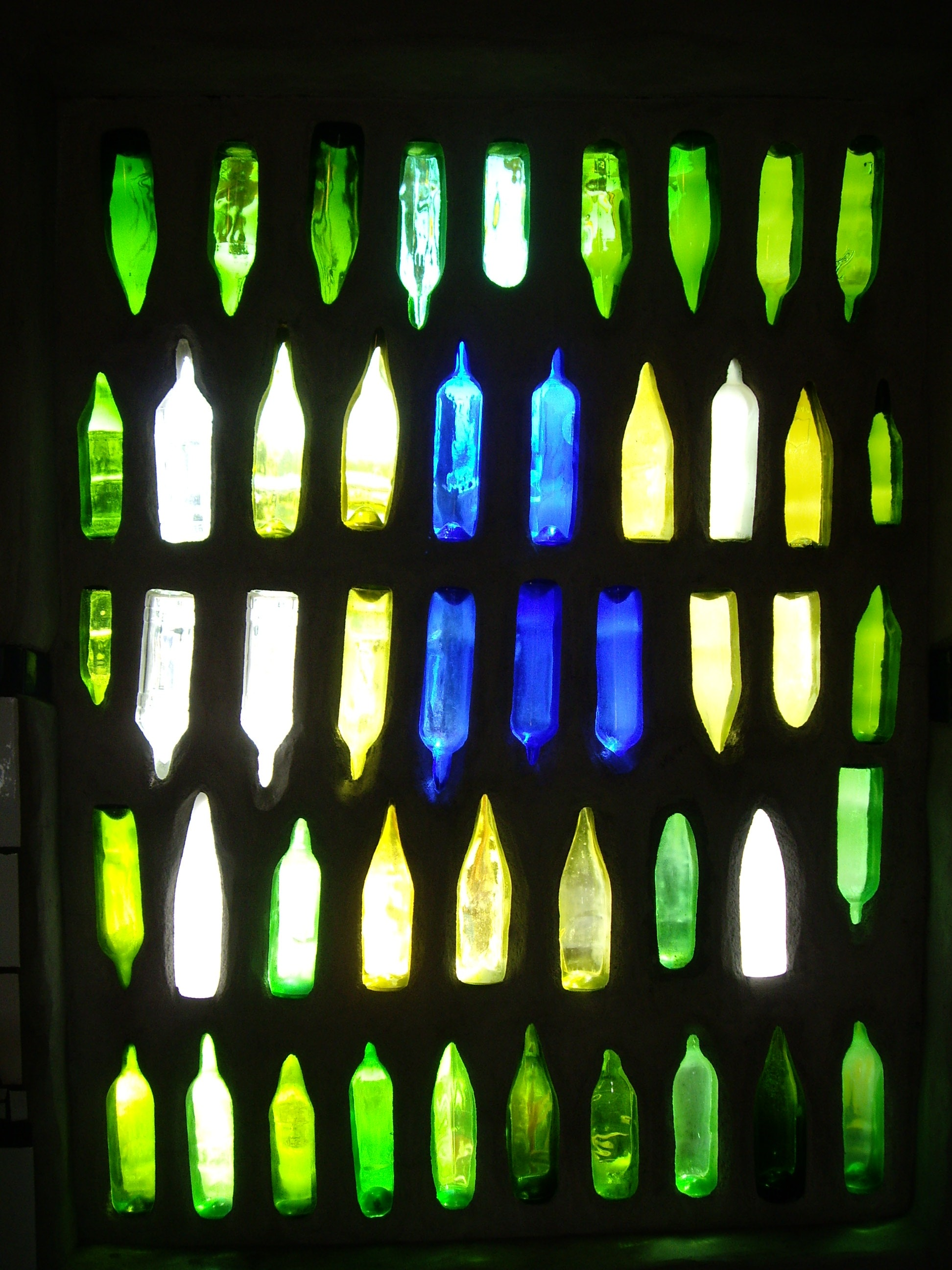
Lichtfang aus farbigen Flaschen
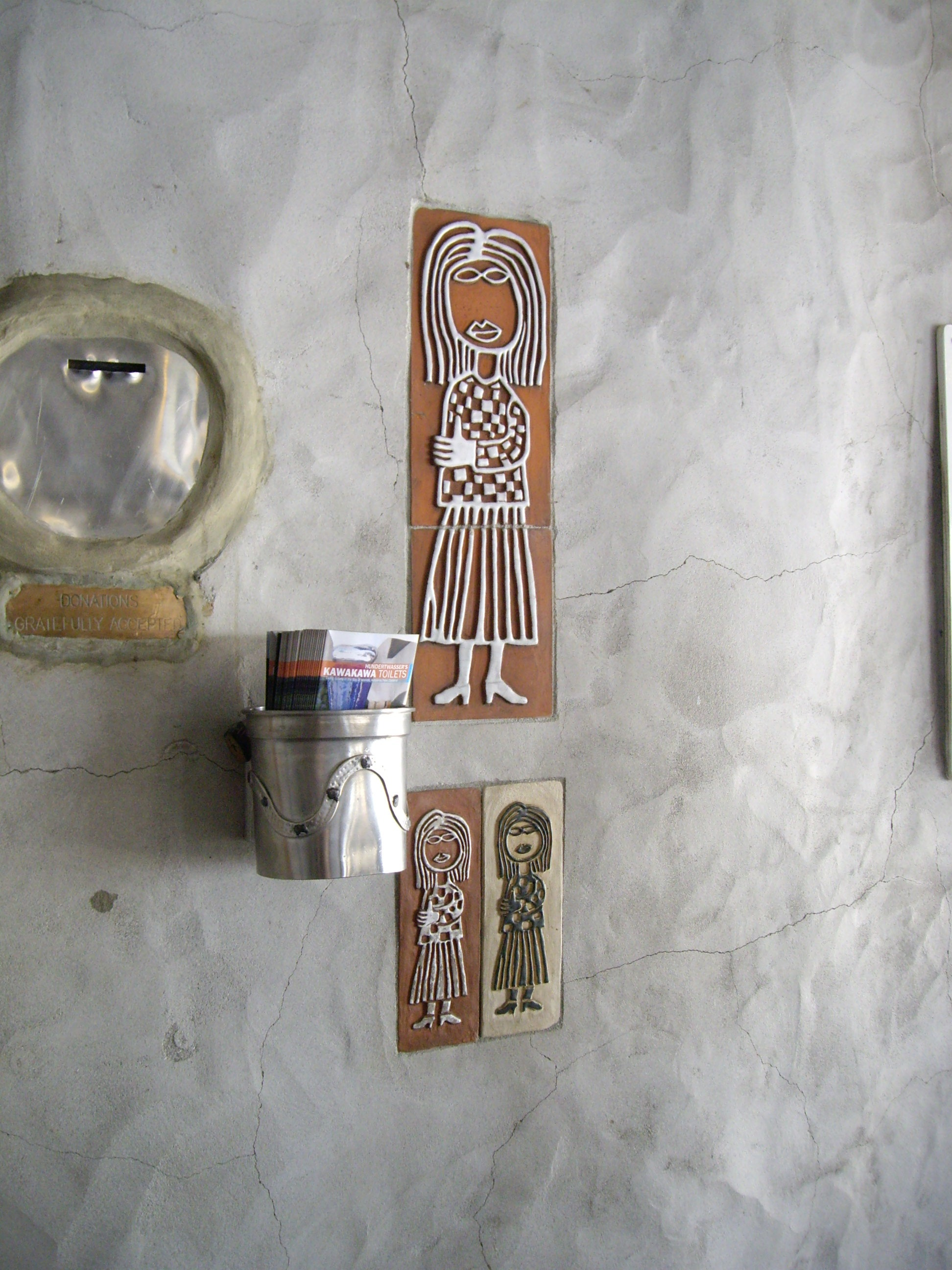
Beschilderung
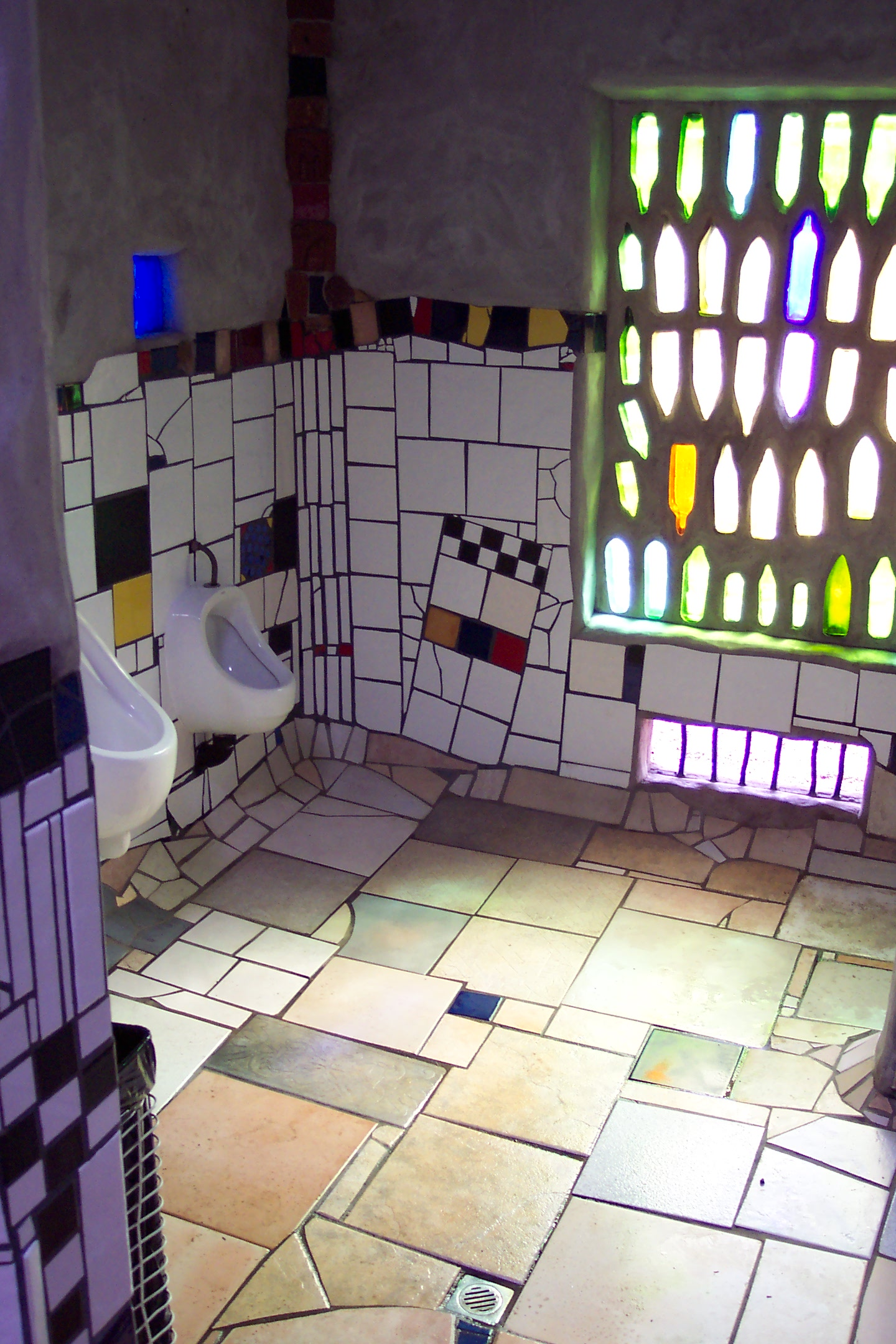
Pissoir
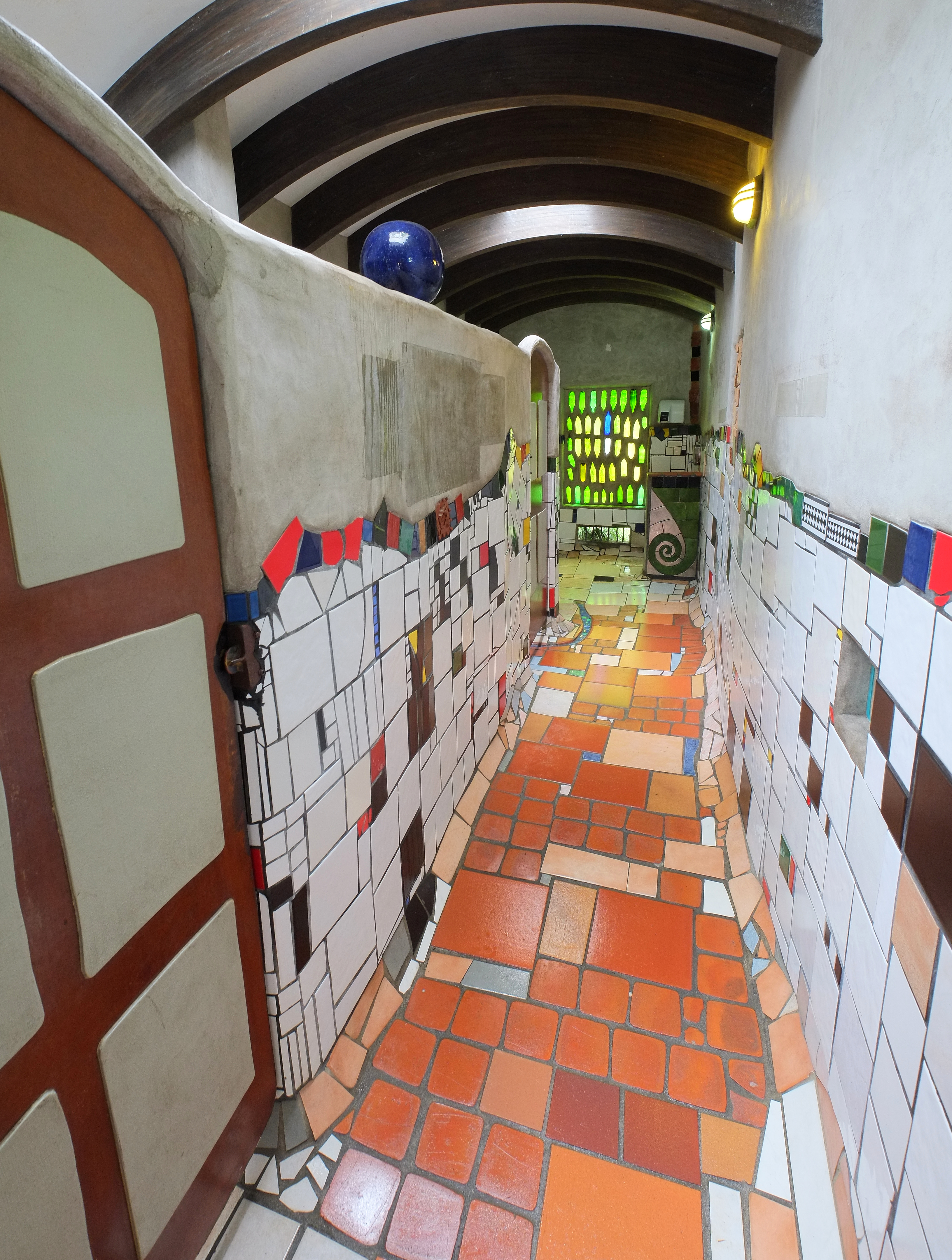
Gang der Herren-Toilette
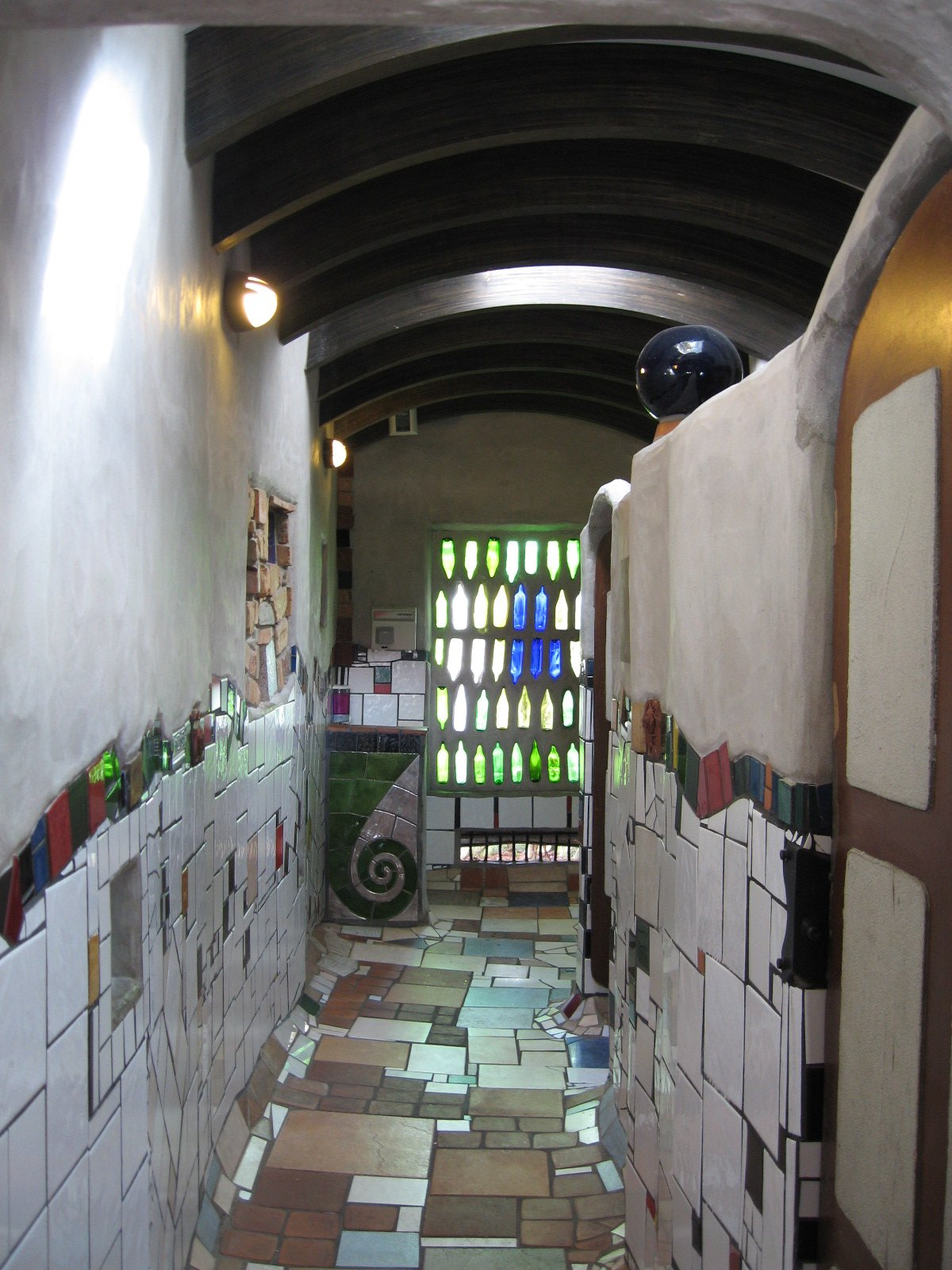
Gang der Damen-Toilette
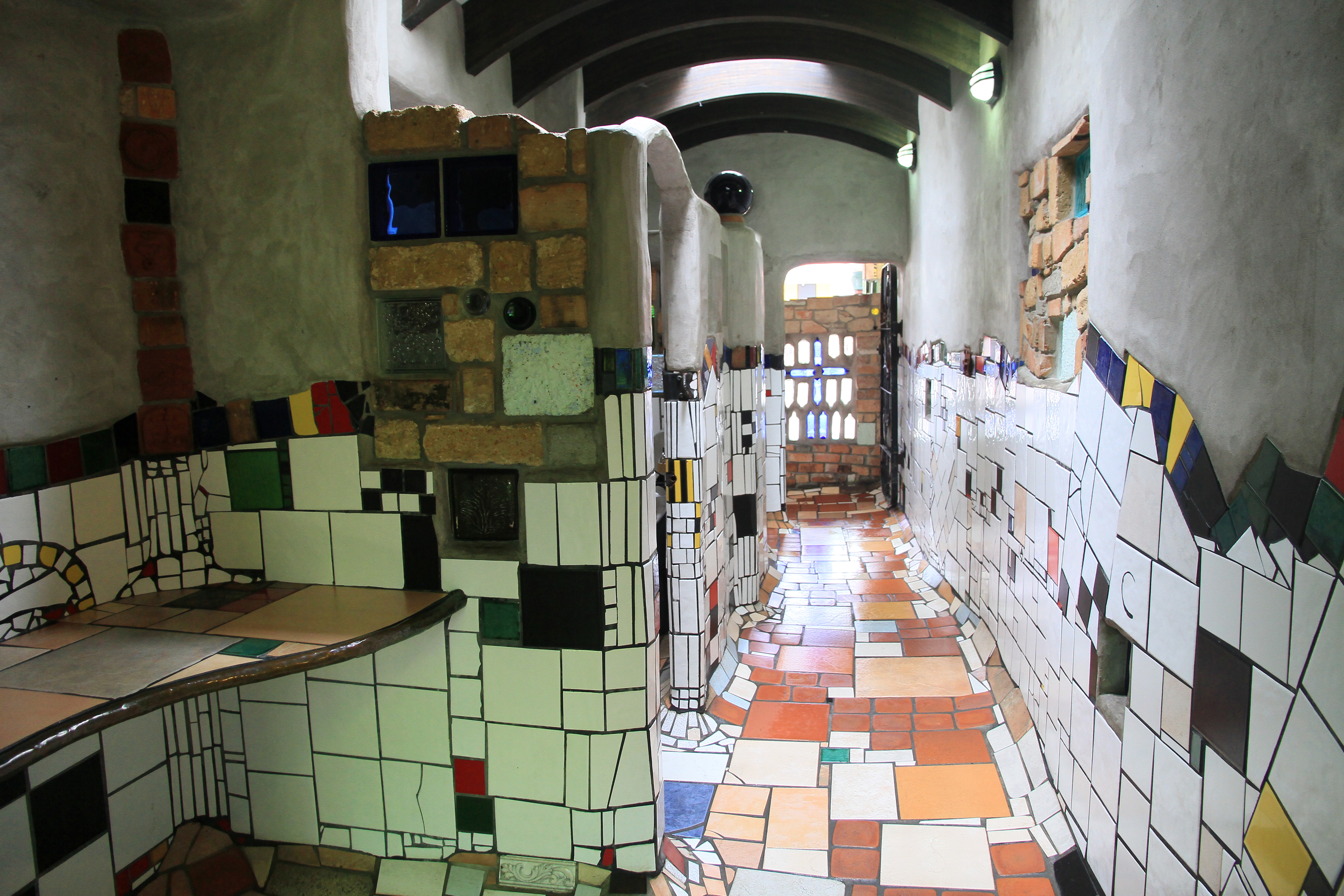
Gang der Damen-Toilette